# غويندولين كريستي
غويندولين كريستي (بالإنجليزية: Gwendoline Christie)‏ (مواليد 28 أكتوبر 1978) ممثلة وعارضة بريطانية، ولدت في ويسكس الغربية في عام 1978، واكتسبت شهرة في جميع أنحاء العالم حينما قدمت شخصية الفارسة بيرين اوف تارث في المسلسل التلفزيوني الشهير في غيم أوف ثرونيس كما شاركت سينمائيًا في أفلام خيال الدكتور برناسيس ، نظرية الصفر، مباريات الجوع: الطائر المقلد - الجزء الثاني، حرب النجوم: القوة تنهض.

## روابط خارجية
- غويندولين كريستي على موقع IMDb (الإنجليزية)
- غويندولين كريستي على موقع ميتاكريتيك (الإنجليزية)
- غويندولين كريستي على موقع روتن توميتوز (الإنجليزية)
- غويندولين كريستي على موقع قاعدة بيانات الأفلام العربية
- غويندولين كريستي على موقع ألو سيني (الفرنسية)
- غويندولين كريستي على موقع ميوزك برينز (الإنجليزية)
- غويندولين كريستي على موقع تيرنر كلاسيك موفيز (الإنجليزية)
- غويندولين كريستي على موقع أول موفي (الإنجليزية)
- غويندولين كريستي على موقع قاعدة بيانات الأفلام السويدية (السويدية)
- غويندولين كريستي على موقع ديسكوغز (الإنجليزية)
- "Meet the British stars of Game of Thrones". Radio Times. مؤرشف من الأصل في 2019-11-05.